# 爱德华·班福德
爱德华·班福德，VC，DSO （Edward Bamford，1887年5月28日—1928年9月30日），英國皇家海軍陸戰隊军官，曾获得维多利亚十字勋章，並且因在日德兰海战期间作戰英勇而獲頒傑出服務勳章。

## 生平
1905年9月，班福德加入皇家海军轻步兵。
第一次世界大战期間，班福德是皇家海军轻步兵团的一名上尉，他因為在此期間表現突出而獲得维多利亚十字勋章。
1919年5月23日，班福德获頒法國榮譽軍團勳章。1921年8月，班福德获頒日本四等旭日章。 他后来又晉升為少校。

## 死亡
1928年9月30日，班福德在前往香港的途中因肺炎去世。 他被安葬在上海的外國墳山（今静安公园）。 